# Eudistoma convocatum
Eudistoma convocatum is een zakpijpensoort uit de familie van de Polycitoridae. De wetenschappelijke naam van de soort is voor het eerst geldig gepubliceerd in 2008 door Kott.